# البرتقالة المزعجة
البرتقالة المزعجة (بالإنجليزية: The Annoying Orange ذي أنويينغ أورينج) هي مسلسل كوميدي على الإنترنت تقوم ببطولته برتقالة لها عينان وفم حيث تقوم بإزعاج العديد من الفواكه والخضروات وحتى بعض الشخصيات الوهمية وغيرها. بدأ بث المسلسل في 9 أكتوبر 2009 على يوتيوب وفي شهر أبريل 2010 تم مشاهدتها لأكثر من 100 مليون مرة.

## مواقع خارجية
- قناة البرتقالة المزعجة على يوتيوب

## روابط خارجية
- البرتقالة المزعجة على موقع IMDb (الإنجليزية)
- البرتقالة المزعجة على موقع ميوزك برينز (الإنجليزية)
- البرتقالة المزعجة على موقع قاعدة بيانات الفيلم (الإنجليزية)